# جيمس إتش تايلور
جيمس إتش تايلور هو دبلوماسي كندي، ولد في 25 مارس 1930 في هاميلتون في كندا.